# Казиханов, Дадаш Казиханович
Дадаш Казиханович Казиханов (15 сентября 1979) — российский футболист, защитник.

## Карьера
Первым профессиональным клубом Дадаша Казиханова стал «Моздок» из одноимённого города, за который он провёл 41 матч. Далее он играл в украинском «Днестре» из Новоднестровска. Вернувшись в Россию играл за различные клубы, пока в 2005 году не остановился в хабаровской «СКА-Энергии». В июле 2010 года был выставлен клубом на трансфер. Через месяц был отзаявлен и отдан в аренду барнаульскому «Динамо» В начале 2012 года стал игроком украинского клуба «Жемчужина» Ялта.